# Friedrich Bödeker

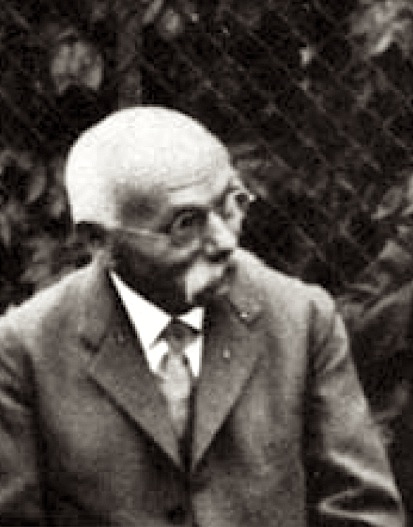
Friedrich Bödeker auf der JHV der Deutschen Kakteen-Gesellschaft im August 1933 in Frankfurt (Main)

Friedrich Bödeker (* 11. September 1867 in Währentrup (Lippe); † 9. April 1937 in Köln) war ein deutscher Handwerker und Kakteenforscher. Sein offizielles botanisches Autorenkürzel lautet „Boed.“.

## Leben
Friedrich Bödeker entstammte einem seit Jahrhunderten am Fuße des Teutoburger Waldes ansässigen Müllergeschlecht. Sein Geburtshaus war eine alte Mühle in Wärentrup in Lippe. Von Beruf war er eigentlich Maler und hatte als Handwerksgeselle ein gutes Stück des Kontinents durchwandert. In Köln blieb er dann 1893 sesshaft und heiratete 1896 seine Frau Gertrud, geborene Schneider. Aus dieser Ehe gingen ein Sohn und eine Tochter hervor.
Bödekers große Leidenschaft galt der Erforschung der Kakteen. In diesem Themengebiet verband ihn eine lebenslange Freundschaft mit Wilhelm Weingart. Als Autor trat Bödeker 1906 in der Monatsschrift für Kakteenkunde zum ersten Mal auf. In vielen weiteren Beiträgen beschrieb er Neuentdeckungen und betätigte sich als Autor von Pflanzennamen. Der überwiegende Teil dieser Erstbeschreibungen erschien in der Monatsschrift für Kakteenkunde der Deutschen Kakteen-Gesellschaft, deren Mitglied er seit 1904 war, in den 1920er und 1930er Jahren. Seine besondere Vorliebe galt der Gattung Mammillaria (Cactaceae). Der von ihm im Jahre 1933 veröffentlichte „Mammillarien-Vergleichs-Schlüssel“ zählt noch heute zu den Standardwerken in der Taxonomie der Mammillarien.
Nach ihm wurde 2019 die Art Turbinicarpus boedekerianus benannt.

## Schriften (Auswahl)
- Ein Mammillarien-Vergleichs-Schlüssel. Neumann, Neudamm 1933.